# Incendies en Brenne
Cet article recense les incendies de végétations qualifié de « remarquables » ayant eu lieu dans le parc naturel régional de la Brenne, dans le département de l'Indre, en région Centre-Val de Loire.

## 1976
En 1976, un incendie s'est déclaré dans la forêt de Lancosme.

## 4 septembre 2019
Le mercredi 4 septembre 2019, un feu d’espace naturel se déclare sur le territoire de la commune de Migné puis se propage en direction de Vendœuvres.
Aidé par un vent fort et changeant, il a d’abord dirigé les flammes vers la « forêt de Lancosme », puis tourné, vers 19 heures, pour se rabattre le long de la RD 58. Ce n’est que vers 23 heures que la météo est devenue plus clémente : le vent a cessé et une fine pluie est tombée, mais pendant moins d’une heure. 
Les sapeurs-pompiers ont dû composer avec l’état de sécheresse et les restrictions. Dès minuit, le poteau d’alimentation du centre de Migné était fermé, afin de ne pas puiser toutes les réserves d’eau potable. Deux points d’alimentation, à partir d’étangs ouverts par leurs propriétaires, ont été mis en place.
Le feu a parcouru près de 200 hectares de végétations diverses (sur une zone de 400 hectares) réparti en un triangle compris entre les routes : RD 24, RD 58 et RD 27.
Au plus fort de l’évènement, on dénombrait sur place la présence de 325 sapeurs-pompiers (SDIS : 36, 18, 37, 41 et 23) et 144 véhicules de secours,.
La gendarmerie a ouvert une enquête à la suite de l’incendie. La piste d’un véhicule provoquant des étincelles et donc de multiples départs de feu en bord de RD 24 est suivie « mais la piste accidentelle est privilégiée ».

## 18 septembre 2019
Le mercredi 18 septembre 2019 dans l’après-midi, deux feux d’espaces naturels se sont déclarés sur le territoire des communes de Lignac et Chalais.
Dans un premier temps les sapeurs-pompiers de Bélâbre, Saint-Benoît-du-Sault, Le Blanc, Châteauroux et Argenton-sur-Creuse se sont rendus sur place pour tenter de stopper la progression des flammes. Un travail rendu très difficile en raison notamment d'un vent qui soufflait par intermittence,.
À 18 heures, il était signalé une maison touchée par les flammes au lieu-dit « Le Four » (Lignac) ; alors que la commune de Bélâbre s'apprêtait à recevoir plusieurs dizaines d'habitants de Lignac dont les habitations étaient totalement enfumées.
À 20 h 30, 150 sapeurs-pompiers de l'Indre étaient sur le terrain.
Au plus fort de l’évènement, on dénombrait sur place la présence de 300 sapeurs-pompiers (SDIS : 36, 18, 37, 41, 45 et 49).
Le feu a parcouru près de 800 hectares de végétations diverses.
La gendarmerie a ouvert deux enquêtes à la suite des incendies :
- Chalais : l'origine de l'incendie est accidentelle, c'est un tracteur du conseil départemental de l'Indre qui fauchait l'herbe le long de la RD 44 qui est rentré en contact avec des fils barbelés[10] ;
- Lignac : cause inconnue.

## 2 avril 2021
Le vendredi 2 avril 2021, vers 15 heures, un feu de forêt se déclare sur le territoire de la commune d'Oulches à proximité des lieux-dits de « l’Étang Maison » et « l'Étang de Bœuf-Mort »,.
Aidé par un vent fort de Nord-Est, il s’étendait sur la commune de Ciron, dans la « forêt de la Luzeraize ». 
Deux flancs de lutte ont été mis en place.
Le feu a parcouru près de 150 hectares de foret et broussailles (sur une zone de 230 hectares).
Au plus fort de l’évènement, on dénombrait sur place la présence de 130 sapeurs-pompiers (SDIS : 36, 37, 41, 87 et 23).
Les sapeurs pompiers ont eu à faire face à plusieurs difficultés sur la zone. Les rafales de vent, fortes, ont alimenté l'incendie au fil de l'après-midi et de la soirée. Les sous-bois, composés de ronces, fougères et autres feuilles, déjà secs, ont été un combustible pour les flammes. En revanche, les sols, encore gorgés d'eau dans cette zone d'étang, ont pu rendre difficile l'accès des engins de secours.
L'incendie a été déclaré maitrisé vers 23 h 30.
La gendarmerie a sécurisé l’accès des engins de secours en coupant la circulation, entre autres sur la RD 927 et la RD 10, vendredi et dans la nuit.
Une enquête fut ouverte à la suite de l’incendie.